# Eesti Raamat
Eesti Raamat (‚Estnisches Buch‘) ist ein estnischer Buchverlag mit Sitz in Tallinn.

## Geschichte des Verlags
Nach der Annexion Estlands durch die Sowjetunion im Juni 1940 und der Verstaatlichung der Produktionsmittel hatte es seit 1949 einen einzigen Universalverlag für die gesamte Buchproduktion der ESSR gegeben, den „Estnischen Staatsverlag“ (Eesti Riiklik Kirjastus). Dieser Verlag wurde 1965 in Eesti Raamat umbenannt, wobei gleichzeitig eine Ausgliederung der pädagogischen, (populär)wissenschaftlichen und Sachliteratur in einen neuen Verlag mit dem Namen Valgus (‚Licht‘) erfolgte. Eesti Raamat war von nun an nur noch für die schöne Literatur zuständig.

## Veränderungen nach Wiedererlangung der Unabhängigkeit
Im Gegensatz zu vielen anderen sowjetischen Institutionen wurde der Verlag 1991 nicht geschlossen, sondern weiterbetrieben. Seit 1995 ist er eine GmbH. Nach wie vor ist die schöne Literatur das Hauptbetätigungsfeld des Verlags.

## Sekundärliteratur
- Eesti raamat 1525–1975. Ajalooline ülevaade. Tallinn: Valgus 1978.